# Samlade Synder 1981-2007
Samlade Synder 1981-2007 är ett samlingsalbum av Lustans Lakejer, utgivet den 7 mars 2007.

## Låtlista
1. Allt vi en gång trodde på (Kinde)
2. Begärets dunkla mål 2007 (Kinde)
3. Diamanter 2007 (Kinde)
4. Rendez-vous i Rio (Kinde/Wolgers)
5. Man lever bara två gånger (Kinde/Bergstrandh)
6. En Kvinnokarls död (Kinde/Wolgers)
7. En främlings ögon (Kinde)
8. Män av skugga (Kinde/Wolgers)
9. Stilla nätter (Kinde/Wolgers)
10. Cynisk (Kinde/Wolgers)
11. Läppar tiger, ögon talar (Kinde/Bergstrandh)

Samtliga texter av Johan Kinde.

## Listplaceringar
| Lista (2007)       | Topplacering |
| ------------------ | ------------ |
| Svenska albumlista | 27           |